# Ая-какинское сражение
Ая-какинское сражение — 24 августа 1919 года в ущелье Ая-кака возле села Аялакаб произошла битва даргинских повстанцев с отрядом Добровольческой армии Деникина во главе с полковником Лавровым.

## Предыстория
После июльского восстания в Дагестане, которое было подавленно, деникинцы начали совершать грабежи местного населения. Добровольческая армия требовала, чтобы люди сложили всё оружие, но народ сдавал старое и непригодное оружие, также люди пользовались сроком сдачи оружия, чтобы спрятать его. Деникинцы, поняв это, начали обыск, не дождавшись окончания срока. Но этот преждевременный обыск не дал результатов. У людей забирали драгоценности, серебряные монеты и изделия из серебра. Это все подталкивало горцев к вооруженному сопротивлению.
Белые казаки облагали общество всяческими налогами, и давали срок на это 2-3 часа. Если староста не успевал, его наказывали. Деникинская армия останавливалась в селе Мекеги, солдаты требовали продукты питания для отряда, пьянствовали, резали скот в общественных местах. Недовольство мекегинцев росло с каждым днём. Оно усилилось, когда деникинский ставленник Халилов, потребовал солдат для их армии. Требовали 30 человек с села Мекеги. Добровольцев не было. Решили бросить жребий, но те, кому выпадал жребий, всё также отказывались и уходили в горы жить партизанской жизнью. Деникинцы начали отправлять письма с угрозами, всё также требуя солдат. Эти угрозы никак не подействовали на горцев, те отказывались предоставлять людей для армии. После этого белогвардейцы решили отправить карательный отряд.

## Сражение
23 августа группа всадников, высланная в разведку в сторону Дешлагара, доложила о том, что по направлению к селу Мекеги движется отряд белогвардейцев во главе с полковником Лавровым. Мекегинцы начали активно готовится к сопротивлению. В первый день сражения на помощь к мекегинцам, джанга-махинцам и лабкинцам которые располагали шестью сотнями боеспособных мужчин, вышел дегвинский отряд, пришли отряды Верхнего и Нижнего Мулебки, соединились с дегвинцами и мекегинцами. Также подошел отряд ходжал-махинцев, со стороны Шамха-Дубура и спустились в тыл противника. Также пришли и акушинцы с пулеметчиком Басарла Абдуллой, который сильно насолил в первый же день деникинцам.
24 августа 1919 года, на подступах к Мекеги, в ущелье «Ая-кака» началось сражение. Мекегинцы с дегвинцами первыми встретили отряды и остановили их, пока не подошла помощь из близлежащих аулов. Повстанцы из сёл Урахи и Ванашимахи заняли высоту в тылу отряда полковника Лаврова, открыли огонь по его обозам. Сражение шло два дня, с 24 августа по 25-е. В первый день сражения было убито 200-300 человек со стороны белогвардейцев. Во второй день сражения, на помощь к восставшим, пришли ополченцы из Цудахар, Муги, Акуша, Убеки, Куппа, Кунки, Леваши, Кутиша, Чуни, и мюриды Али-Хаджи Акушинского. Деникинский отряд оказался в окружении, и все попытки окруженных продвинуться назад не увенчались успехом. В этом сражении был уничтожен почти весь отряд деникинской добровольческой армии. Сражение стало переломным моментом в ходе Гражданской войны в Дагестане.

Деникинская газета «Свободная речь» писала об Ая-Какинском сражении: 
«Произошла паника, артиллерия была поставлена в беспомощное положение. Солдаты, подрезая постромки и бросив орудия, ускакали верхом спасаясь. Пехота, неся большие потери, кинулась бежать, в панике кидая винтовки, патроны, сумки».

Начальник Горской отдельной пластунской бригады писал в рапорте: 
«Отряд стал нести большие потери в людях и лошадях. Обозы и артиллерия, теряя убитыми лошадей, стали загромождать дорогу. Противник с фронта перешел к дерзким атакам, доходившим до схватки в кинжалы. Во время одной из схваток кто-то крикнул: «Полковник Лавров убит!», и отряд в полном беспорядке, неся большие потери, бросил всю артиллерию, обоз и пулеметы и стал быстро отступать в Дешлагар».
Не многим казакам удалось спастись бегством, даргинские ополченцы догоняли их на лошадях и рубили саблями, они гнались за казаками до самого Дешлагара, из всего белогвардейского отряда спаслось лишь около 50 человек. В этой битве был убит и главнокомандующий деникинской армии, полковник Лавров.

## Последствия
Сражение в «Ая-Кака» окончилось победой повстанцев. Повстанцы, вступившие в борьбу почти без оружия, вышли из сражения вооружившись винтовками, пулемётами и даже пушками, брошенными противником. Преследуя остатки отряда, даргинское ополчение освободило Дешлагар.
Ая-Какинская битва является одним из самых крупных сражений в истории партизанского движения в годы Гражданской войны на юге России. Эта победа сыграла важную роль в мобилизации всех повстанческих сил и наложила отпечаток на весь ход последующих боев в тылу деникинской армии.

## Память

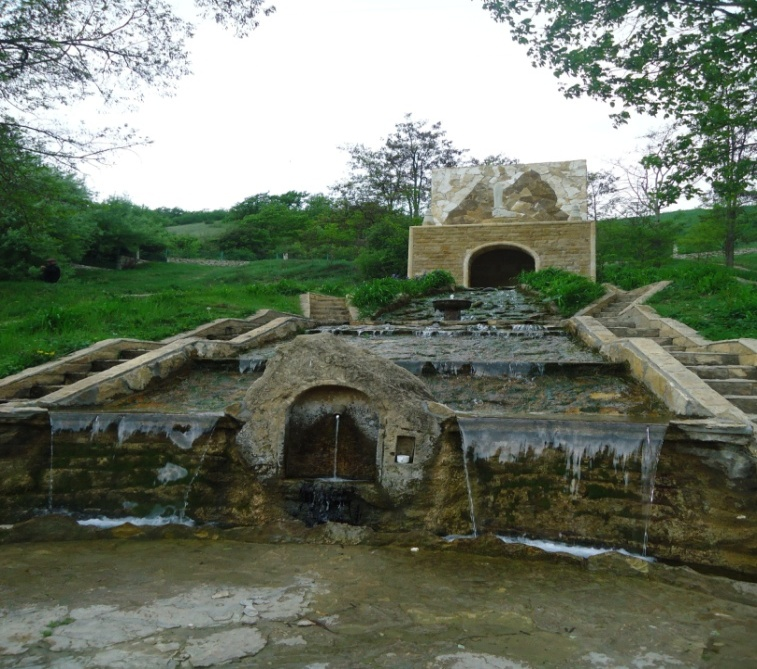
Памятник участникам Ая-какинского сражения

В ущелье Ая-кака с. Аялакаб установлен памятник мемориал в память погибшим горцам в сражении.

#### В культуре
Будучи в Левашах и узнав о битве, поэт Сукур Кубран спел:
Честное дело —

Петь песню славы храбрецу,

Тому, кто не поколеблется

Отдать жизнь за свободу.

У кого львиное сердце

И взор как орла,

О тебе сегодня идет

Молва народная.

Позор трусу.

Кто спину покажет врагу.

Если и погибнет трус,

Погибнет бесславной смертью.